# Умберто Боччоні
Умберто Боччоні (італійська вимова: [umˈbɛrto botˈtʃoːni]; нар. 19 жовтня 1882 — 17 серпня 1916) — італійський художник, скульптор і теоретик футуризму. Допоміг сформувати революційну естетику футуризму. Незважаючи на своє коротке життя, його підхід до динамізму форми і деконструкції твердої маси наслідували митці тривалий час після його смерті. Твори Боччоні є в багатьох публічних музеях мистецтв, а 1988 року Музей мистецтва Метрополітен в Нью-Йорку організував велику ретроспективу на 100 творів митця. Музей Новеченто у Мілані володіє одним з найповніших зібранням робіт художника різних періодів і чудово ілюструє поступову зміну та вдосконалення художнього стилю.

## Біографія
Народився у Реджіо-Калабрія у сім’ї Раффаеле Боччоні та Чечілії Форлані. Завдяки роботі батька у префектурі, сім’я часто переїздила та у різний час проживала у Форлі, Генуї, Падуї та Катанії. Після переїзду у Рим у 1901 році знайомиться з Джино Северіні з яким починає відвідувати уроки малюнку Джакомо Балли. Окрім девізіонізму, Балла навчає молодого художника техніці французького імпресіонізму та постімпресіонізму. Перші твори, створені Umberto Boccioni у період з 1903 по 1907 рік, безпосередньо походять з традиції натуралізму, яка була поширена в Ломбардії, особливо в Мілані, наприкінці XIX століття. Одним із найпомітніших зразків для наслідування був Франческо Філіппіні, чиї картини широко виставлялися в художніх колах Мілана.
Горизонтальна побудова сільських пейзажів, використання атмосферного світла та зображення жіночої фігури у сільському та побутовому контексті — зокрема в портретах матерів — свідчать про очевидну спадкоємність з художнім напрямом, відомим як філіппінізм.
Сьогодні історики мистецтва визнають Франческо Філіппіні ключовим джерелом натхнення в ранній мальовничій фазі Боччоні та описують його роль як неявне, але структурне посилання в розвитку ранньої фігуративної мови митця.
Задля покращення навичок, у 1906 році Боччоні їде до Парижу, тогочасного центру мистецтва Європи. Повернувшись до Італії у 1907 році не довго бере уроки у Венеційській академії витончених мистецтв. 
У Мілані мешкає за адресою via Adige 23 в районі Порта Романа - Віджентіно поряд з сучасним музеєм Fondazione Prada. Саме вигляд з балкона своєї квартири можна побачити на багатьох картинах митця (Autoritratto 1908, Il mattino 1909, Crepusculo 1909, Officine a Porta Romana 1909, La citta che sale 1910, Campagna Lombarda 1910, La strada entra nella casa 1911, Visioni simulatnee 1911). Боччоні багато подорожував і мав можливість відвідати багато музеїв, майже вступаючи в симбіоз з деякими художниками, яких він спостерігав, особливо з інших періодів, таких як Мікеланджело, а також з Франческо Філіппіні, який надихнув його на дослідження Ломбардії. пейзаж і робота на селі, згідно з концепціями філіпінізму.

## Період дивізіонізму
З переїздом до Мілану Боччоні пише більшість своїх до-футуристичних робіт. Цей період триває до 1910 року. У Мілані починає вивчати роботи визначних італійських дивізіоністів Джузеппе Пеліцца да Вольпедо та Гаетано Превіаті. До цього періоду відносяться дивізіоністичні картини художника які присвячені соціальній та урбаністичним тематикам. Оскільки художник мешкає з матір’ю та сестрою, вони дуже часто стають протагоністами його полотен.

### Художні роботи періоду
- Autoritratto, 1905
- La signora Virginia, 1905
- Il mattino, 1909
- Crepusculo, 1909
- Officine a Porta Romana, 1909
- Campagna Lombarda 1910
- Tre donne, 1909-1910
- Rissa in Galleria 1910

## Період футуризму
У 1909 разом з Карло Карра, Луїджі Руссоло, Джакомо Балла та Джіно Северіні підписує Маніфест художників футуристів, опублікований Філіппо Томмазо Марінетті. Це стає початком художніх експериментів Боччоні і формує художника, як одного з основних представників італійського та світового футуризму. Картини передають динамізм і присвячені темам урбанізму та технологічного прогресу. 
На цей період припадають експерименти Боччоні зі скульптурою. Аналогічно до картин, у своїх небагатьох скульптурах артист передає ідею динамізму та руху.

### Художні роботи періоду
- La città sale, 1910-1911
- La strada entra nella casa, 1911
- Stati d’animo I., 1911
- Materia, 1912
- Dinamismo di un ciclista, 1913
- Il bevitore, 1914
- Dinamismo di una testa di donna, 1914

### Скульптура
- Forme unique della continuità nello spazio, 1913
- Sviluppo di una bottiglia nello spazio, 1913
- Antigrazioso, 1912-1913
- Dinamismo di un cavallo in corsa + case, 1914-1915

## Смерть
З початком Першої світової війни Боччоні приймає рішення вступити до лав італійської армії. У 1916 році митець помирає після необережного падіння з коня під час військового тренування.

## Визнання
Скульптура Forme unique della continuità nello spazio зображено на італійській монеті у 10 євро центів. 